# Chiesa di Santa Maria del Piliere
La chiesa di Santa Maria del Pilere, altrimenti nota come chiesa degli Angelini, è un edificio di culto ubicato nel centro storico di Palermo. Il monumento sorge dirimpetto al Palazzo Branciforte, l'adiacente Compagnia dei Cavalieri di San Giacomo e villa Whitaker.

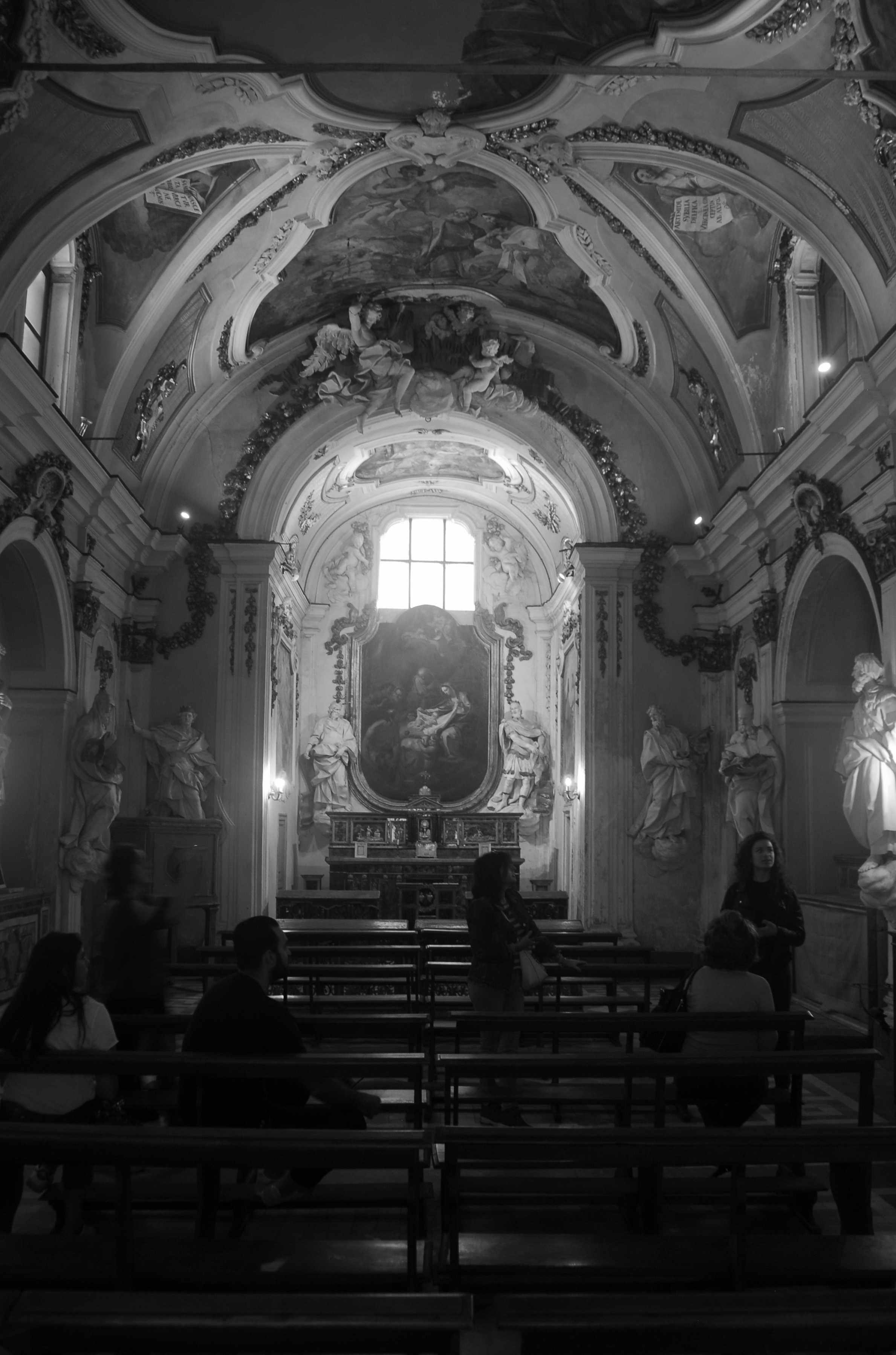
Altare maggiore, navata.

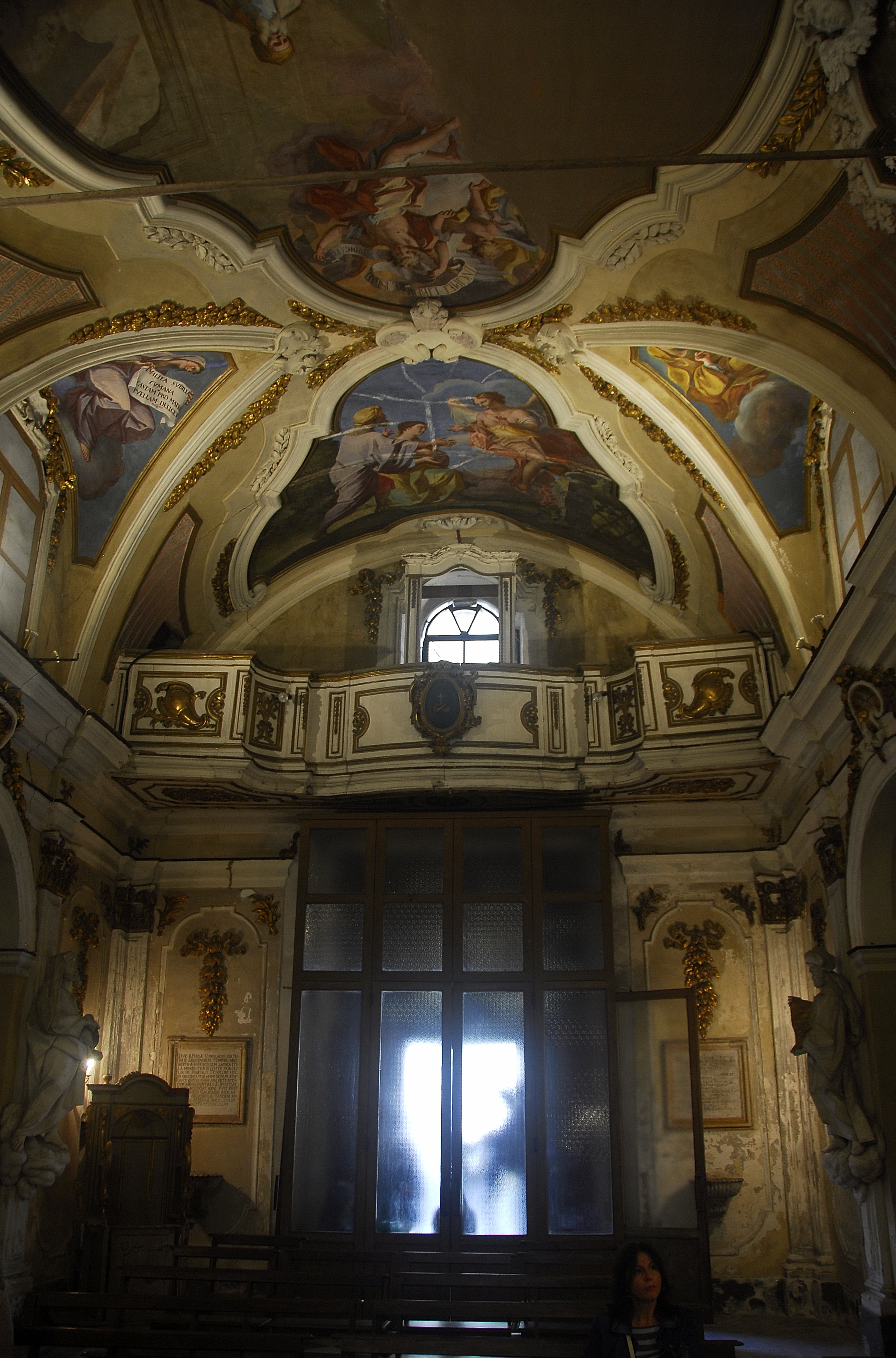
Controfacciata.

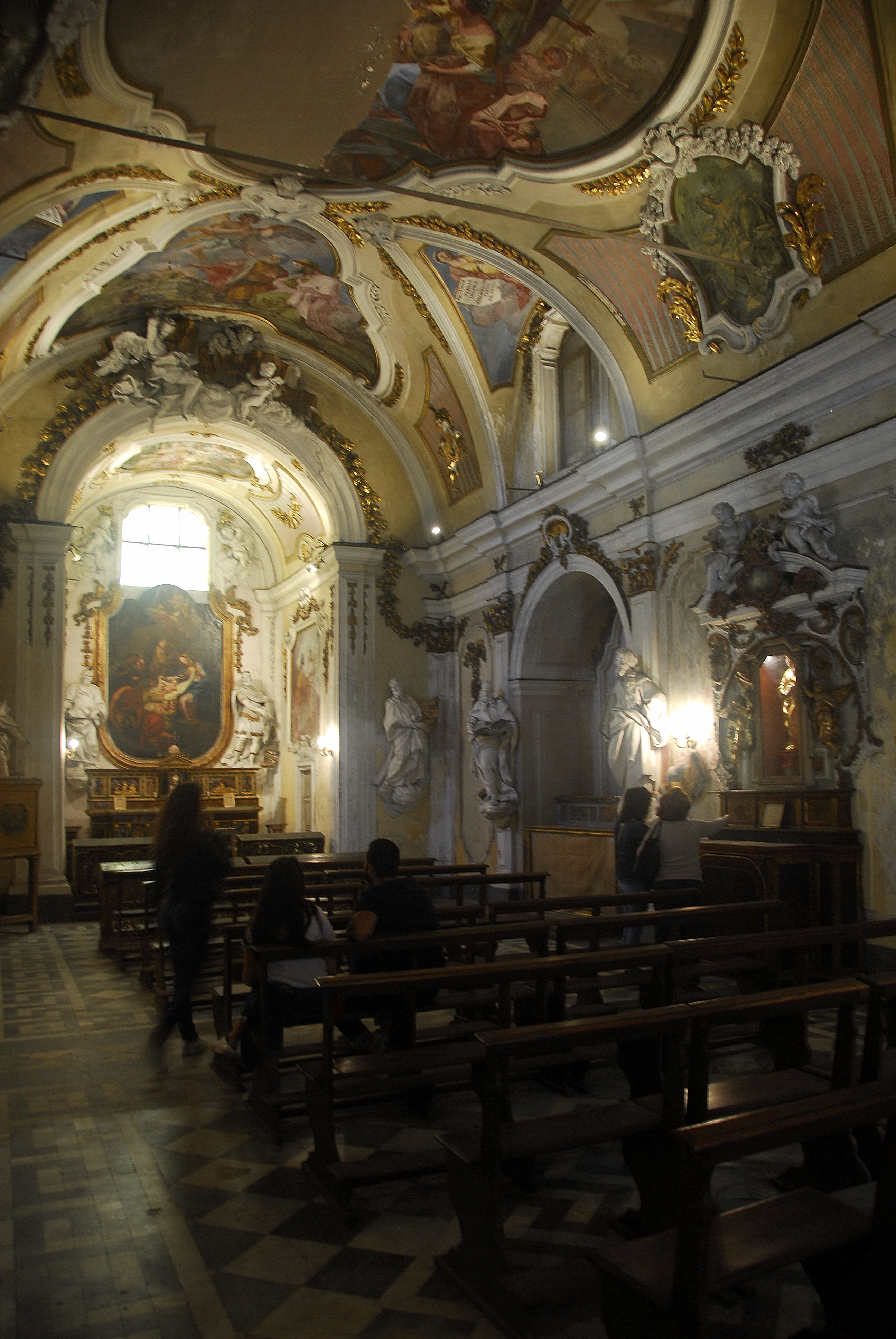
Altare maggiore, navata.

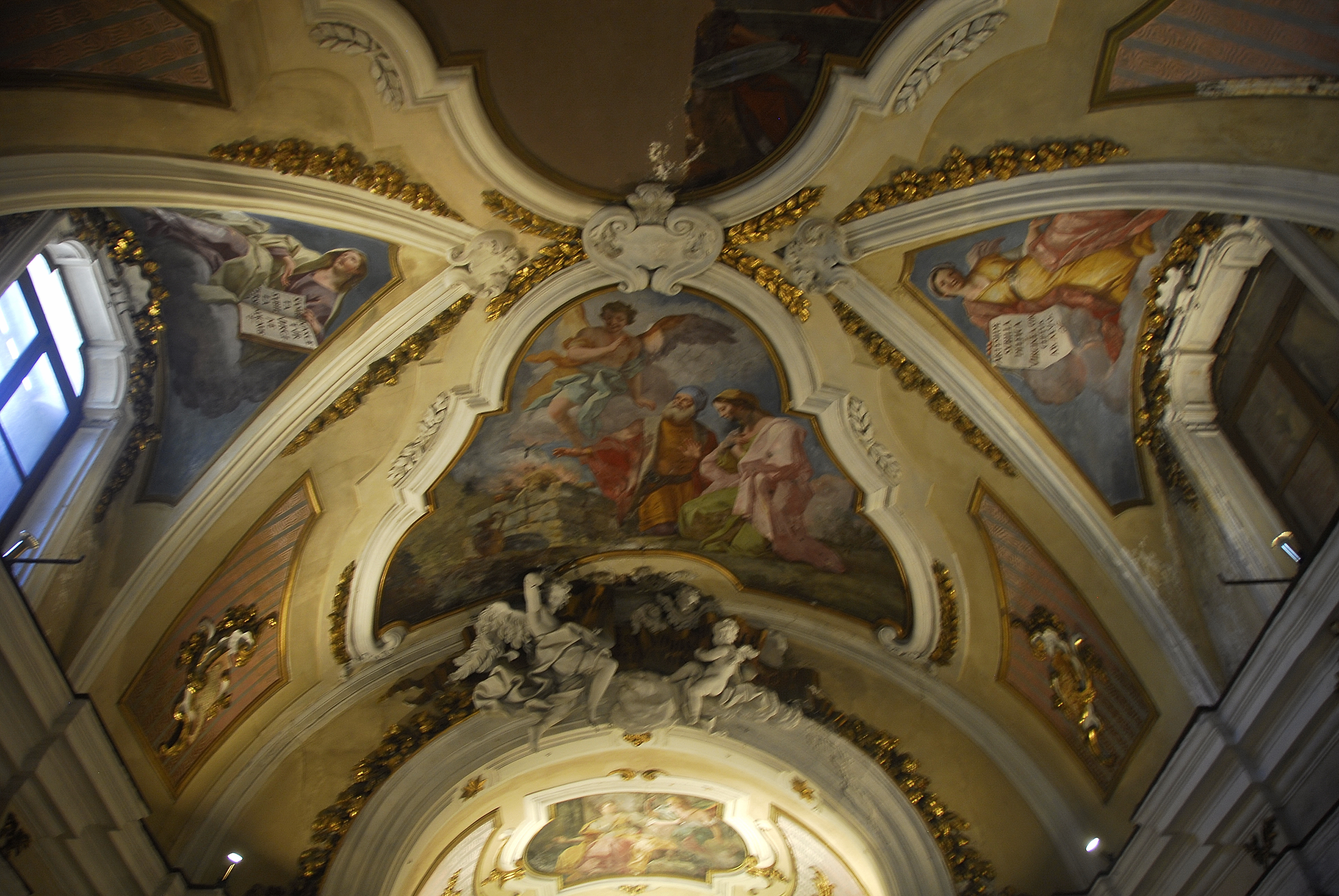
Affreschi.

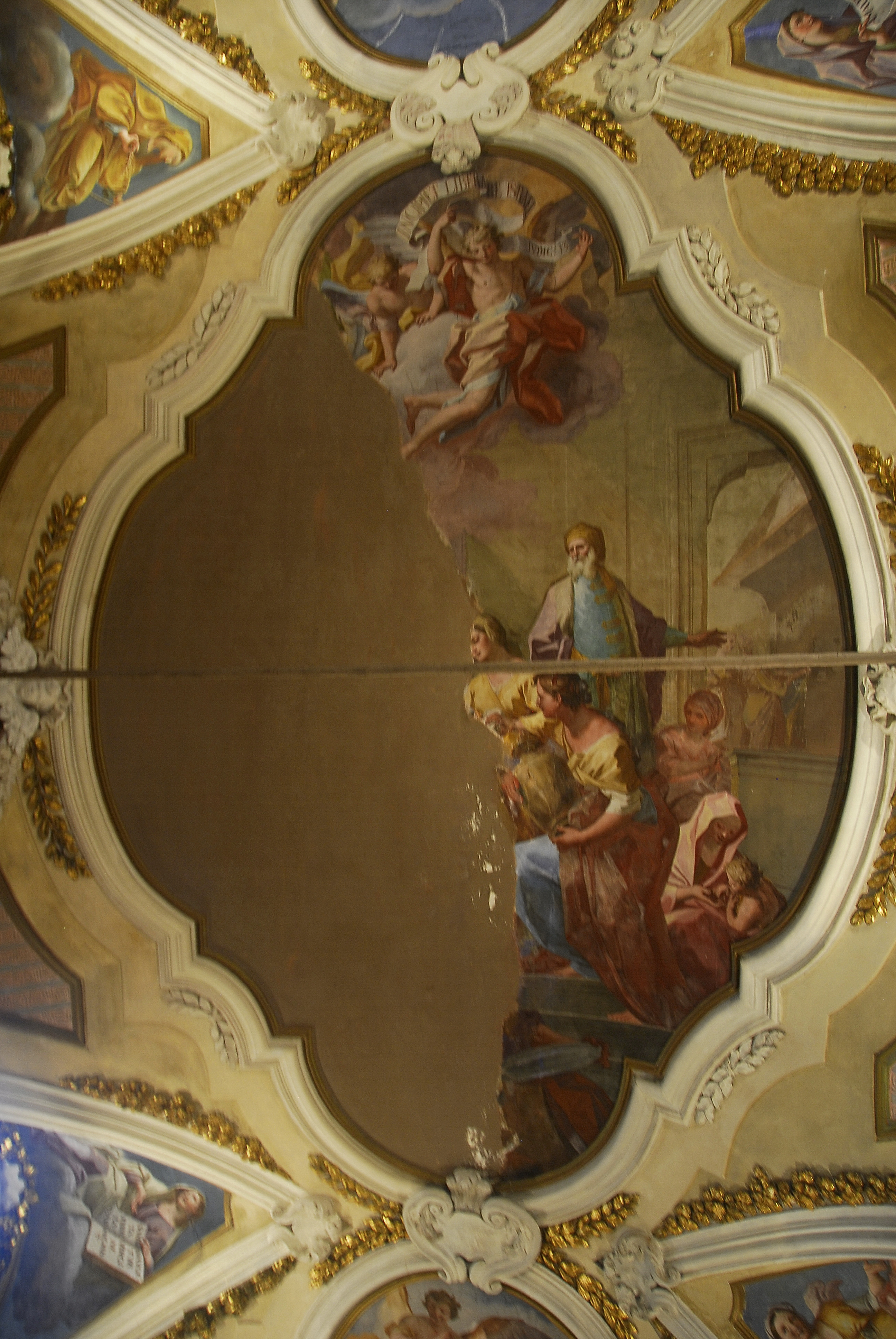
Affreschi.

## Storia

### Epoca spagnola
La conoscenza del luogo sacro è legata alla presenza di un pozzo alimentato da una sorgente di acque freschissime, al 1539 risale il ritrovamento all'interno di una statua lignea raffigurante una Madonna col bambino in braccio da parte di maestranze edili presenti in un cantiere. Varianti di racconti popolari descrivono della caduta accidentale e involontaria di una fanciulla all'interno della cavità la quale, salvatasi miracolosamente, rivela dell'esistenza della statua verosimilmente ivi custodita da epoche remote.
Il simulacro divenne oggetto di devozione, la statuina fu posta alla pubblica venerazione assisa su una piccola colonna di marmo. Da ciò derivò il nome Madonna del Piliere, termine mutuato dall'etimo spagnolo pilar, che in siciliano indica i piccoli pilastri usati per segnare i confini.
Fondata nel 1541 dalla nobildonna Giulia de Paniculis, fu riconosciuta canonicamente nel 1542 da Giovanni Carandolet e aggregata nel 1546 all'Arcispedale di Santo Spirito in Saxia di Roma. Nel 1546 Ambrogio di Panaculis, figlio ed erede della nobildonna, monaca oblata dell'Ordine benedettino presso il monastero della chiesa di Santa Maria del Cancelliere, rispettò le volontà materne di sepoltura all'interno del tempio e concesse le strutture alla Maestranza dei Calzettai.
A questo sodalizio dopo breve tempo si alternò la Maestranza degli Argentieri in attesa della costruzione della loro sede presso la chiesa di Sant'Eligio degli Argentieri.
Dal 1 novembre 1635 l'ottenne la Compagnia di Santa Maria degli Angeli, sodalizio formato dal ceto dei pizzicagnoli.

### Epoca contemporanea
Seriamente danneggiata durante i bombardamenti del secondo conflitto mondiale, fu chiusa nel periodo immediatamente successivo al dopoguerra. Durante gli anni '60 del XX secolo fu sottoposta ad interventi di restauro di natura conservativa per le strutture e il recupero degli affreschi e delle decorazioni in stucco.

## Architettura
L'edificio sacro presenta il frontespizio rivolto ad occidente con campanile ripartito su tre ordini sulla destra, portale con colonne doriche e stemma coronato sull'architrave, timpano sovrapposto e spezzato con edicola intermedia contenente finestra e vaghe decorazioni. All'interno gli ornamenti si arricchiscono di patine in oro, affreschi, cappelle disposte nell'unico ambiente arricchite da stucchi ispirati alla scuola dei Serpotta: dieci statue raffiguranti i Profeti opere commissionate a Nicolò e Bartolomeo Sanseverino nel 1749. Addossata alla controfacciata la cantoria recante lo stemma francescano.
Nella volta a botte il dipinto dalla controversa attribuzione, Vito D'Anna o il suocero Olivio Sozzi, raffigurante la Nascita di Sansone, ai lati del presbiterio due quadroni, le Sibille decorano le vele: Delfica, Persica, Cumana e Eritrea, pitture eseguite a cavallo tra il 1751 e il 1754.

## Navata destra
- Prima cappella: Altare dell'Ecce Homo. Sulla mensa è presente una teca contenente un busto raffigurante l'Ecce Homo.
- Seconda cappella: L'ambiente ospita un monumentale manufatto in stucco con putti sul timpano, angeli dorati, teste alate di cherubini fra sinuose decorazioni a foglia d'acanto verosimilmente l'altare preposto ad ospitare la statua della Vergine prima del trasferimento al museo.
- Terza cappella: Altare della Madonna del Rosario. Nicchia parietale contenente altare con gruppo statuario raffigurante la Madonna del Rosario.

## Navata sinistra
- Prima cappella: Altare ospitante un simulacro raffigurante santo in abiti guerrieri.
- Campata: varco laterale sinistro.
- Terza cappella. Sebbene sul lato in cornu Evangelii sia documentata la primitiva collocazione del simulacro della Madonna del Piliere,[6] attualmente custodita nel Museo diocesano, nell'ambiente oggi si ammira l'Altare del Santissimo Crocifisso con un antico Crocifisso collocato sulla parete della nicchia.

La descrizione di Gaspare Palermo riporta della presenza alla base della cappella del pozzo, oggi murato, da dove si attingeva l'acqua freschissima usata dai nobili, prelevata dalle servitù appositamente inviate all'ora di pranzo, liquido destinato per usi potabili e per la preparazione delle bibite fresche durante le calde giornate estive, prima dell'introduzione della neve proveniente dalle neviere delle Madonie.

## Presbiterio
Altare in marmi policromi arricchito con rilievi bronzei dorati raffiguranti il Sacrificio di Isacco con tabernacolo a tempietto. Di incerta attribuzione a Olivio Sozzi o alla sua bottega la pala d'altare raffigurante la Natività.

## Cripta
La cripta presenta i resti degli impianti di tre altari, di cui uno con balaustra, ambiente con pavimento in maiolica utilizzato per eventi.

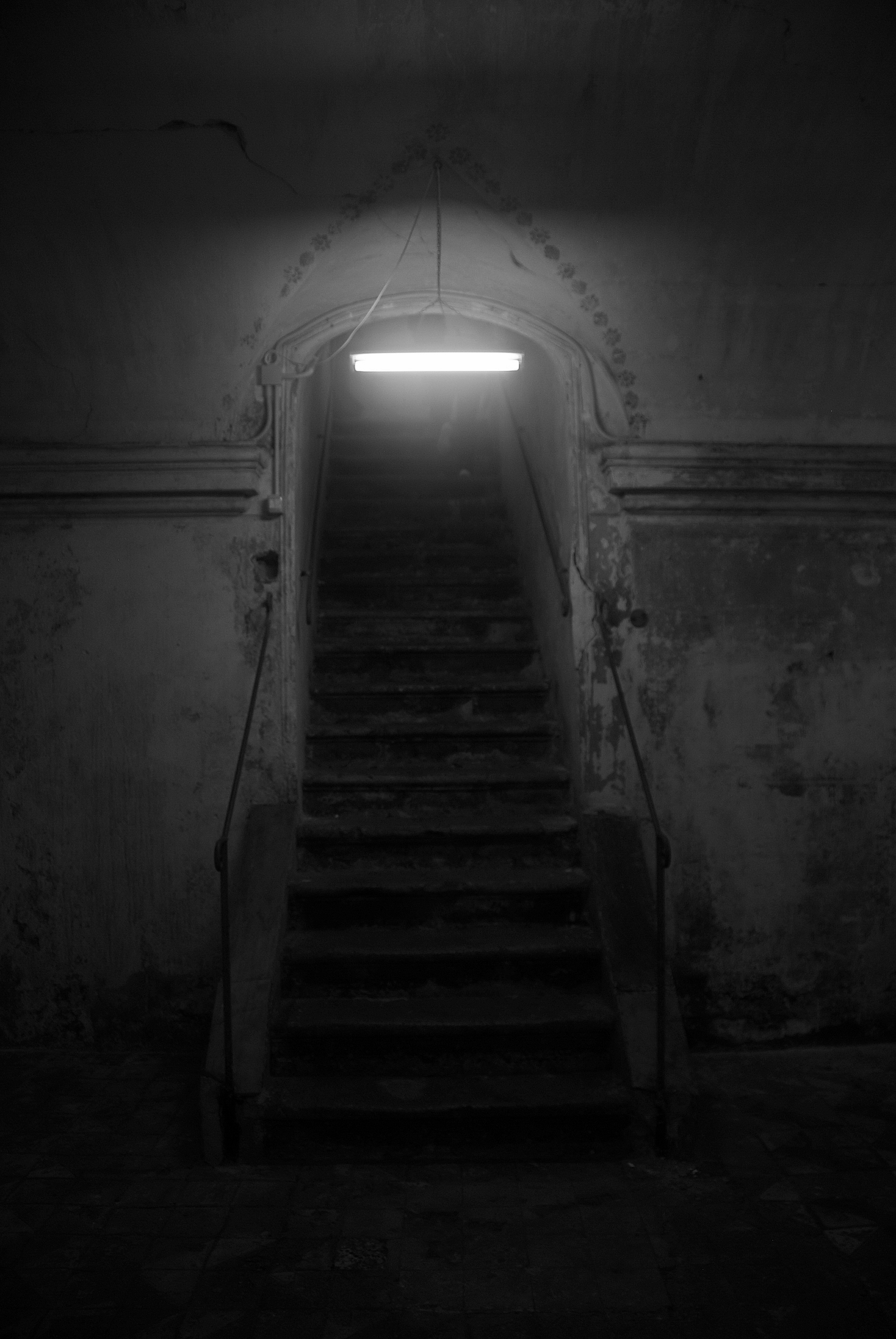
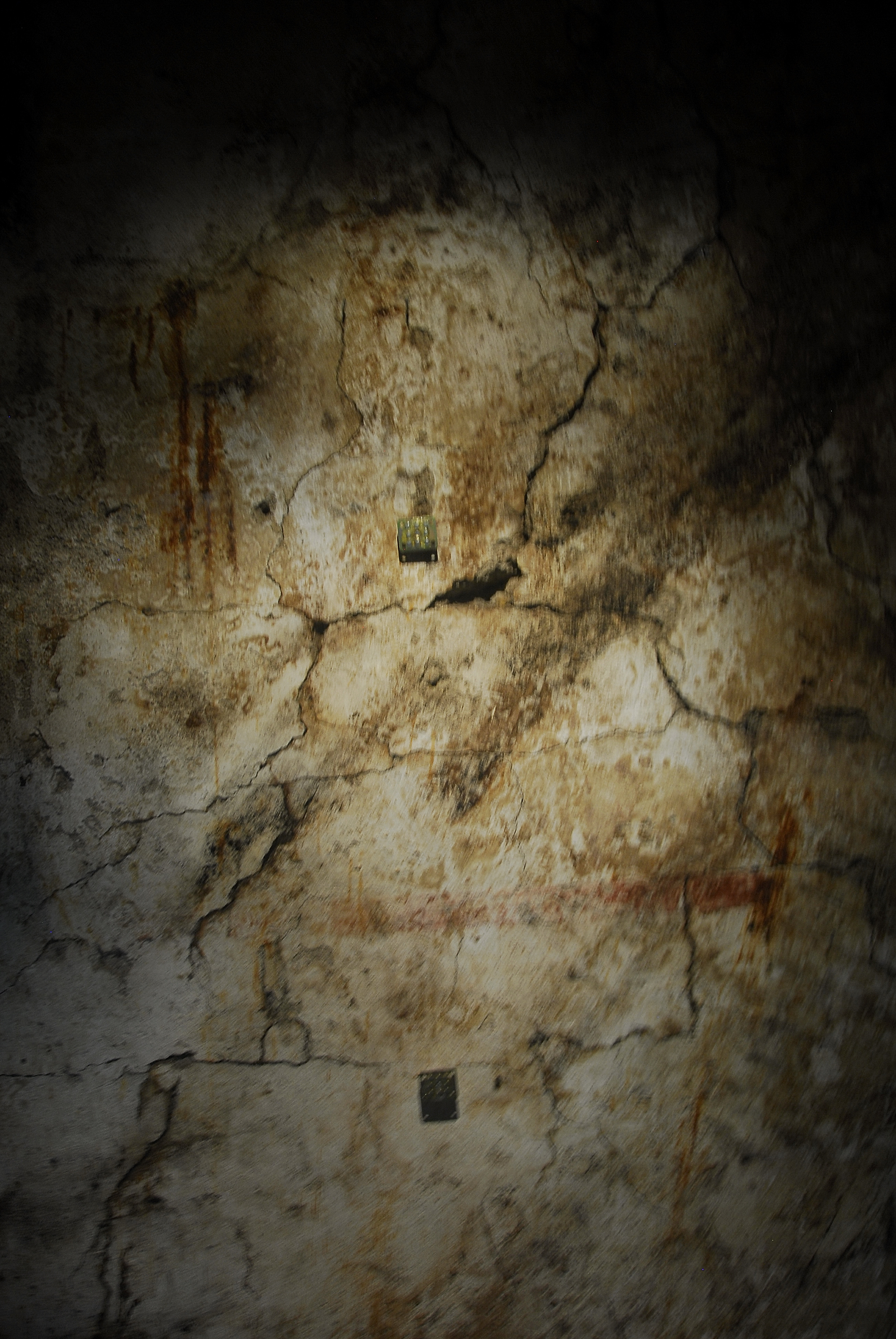
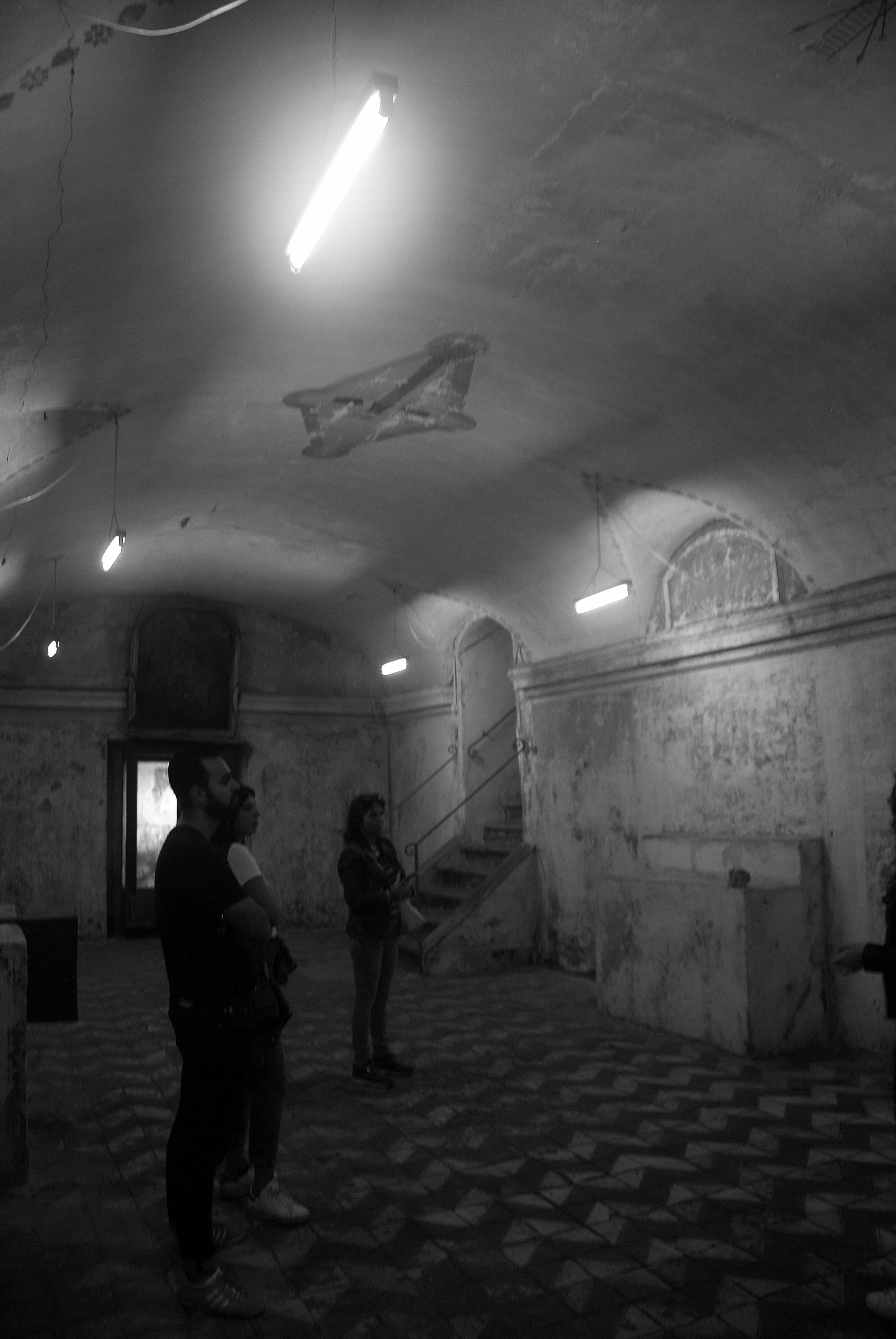
Cripta
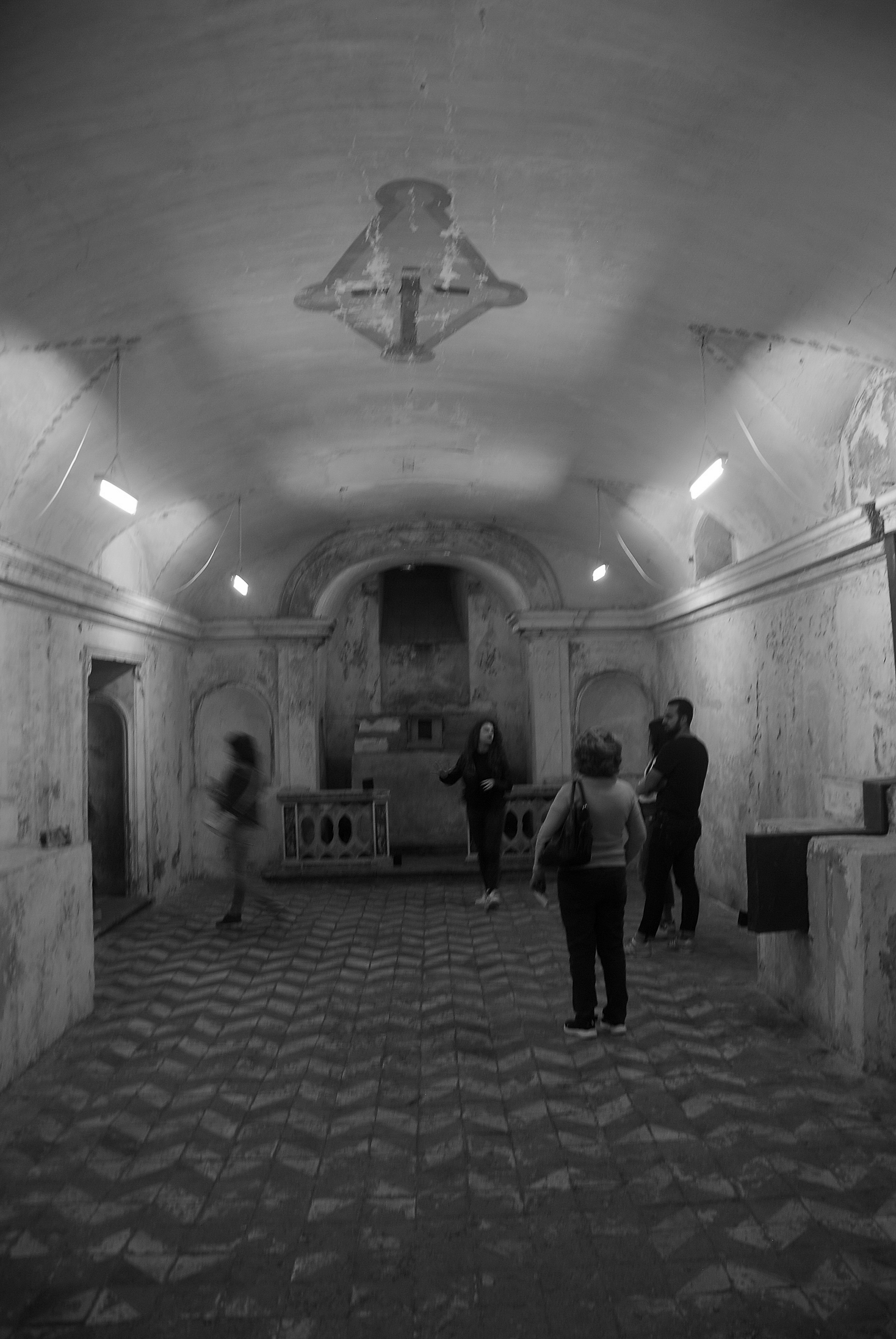
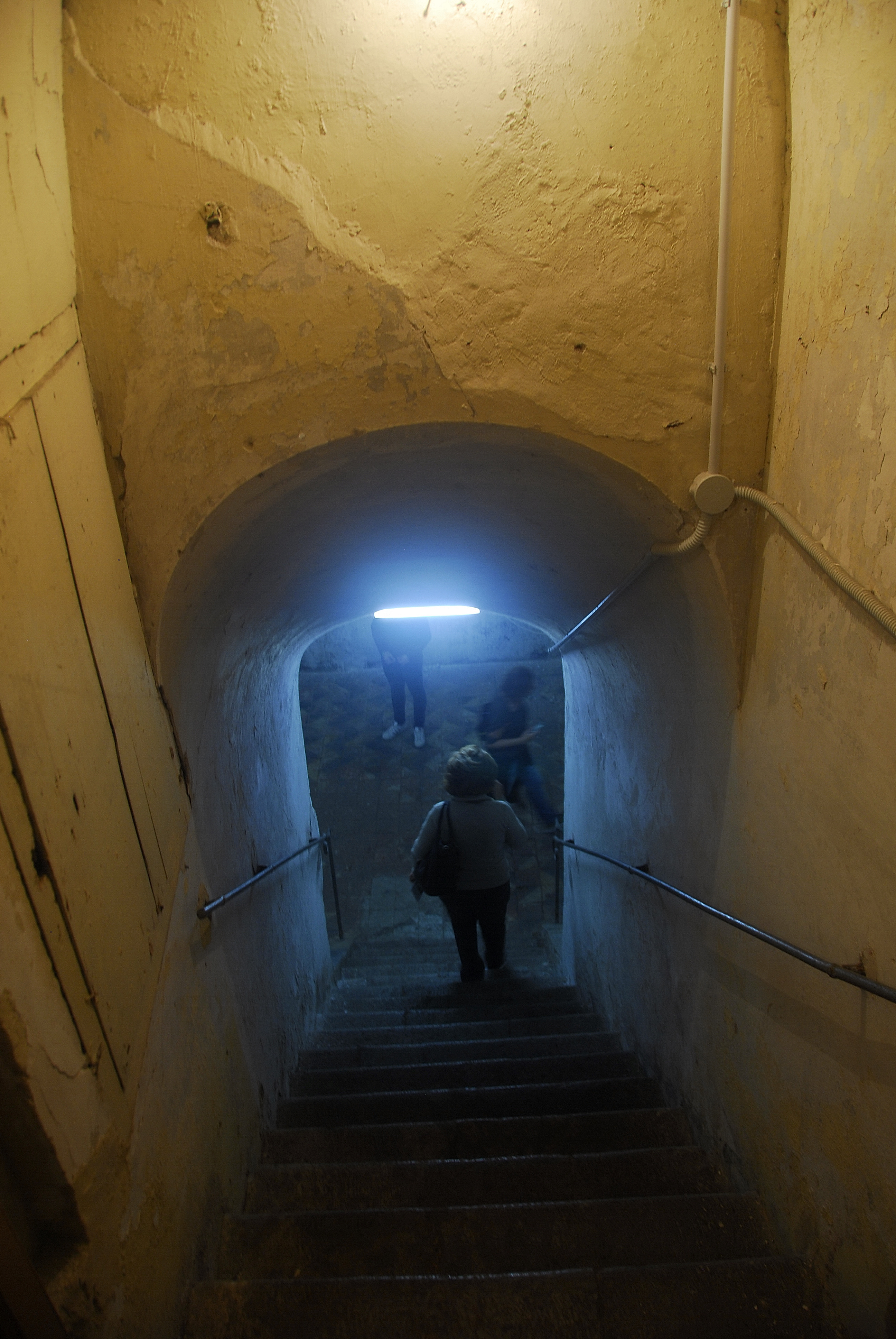

## Compagnia di Santa Maria degli Angeli
Sodalizio fondato nel 1580 dalla Maestranza dei Pizzicagnoli e insediato presso il tempio nel 1635.